# Urtlgraben (Gemeinde Guttaring)
Urtlgraben ist eine Ortschaft in der Gemeinde Guttaring im Bezirk Sankt Veit an der Glan in Kärnten (Österreich). Die Ortschaft hat 40 Einwohner (Stand 1. Jänner 2025).

## Lage
Die Ortschaft liegt im südlichen Teil des Guttaringer Berglands, auf dem Gebiet der Katastralgemeinden Verlosnitz, Deinsberg und Guttaringberg. Zum Ort gehören die Höfe, die beidseitig in dem vom Silberbach (Gurk) gebildeten Urtlgraben nordwestlich des Gemeindehauptorts liegen, sowie der unterste Bereich des Dobischergrabens. Im Ort werden die Vulgonamen Mudel (Haus Nr. 1), Aichleitenkeusche (Nr. 2), Geier-Mautmühle (Nr. 3), Geyerhube (Nr. 4), Fuchshube (Nr. 5), Laurehube (Nr. 6), Herrenhaus in Urtl (Nr. 9), Schönbauermühle (Nr. 10), Zenzenkeusche (Nr. 11) und Sagwiese (Nr. 12) verwendet.

## Geschichte
Im 16. Jahrhundert besaß die Stadt St. Veit an der Glan Eisenerzgruben im Urtlgraben. Das Verweserhaus des Schmelzofens wurde von 1584 bis 1588 errichtet.
Urtlgraben gehörte in der ersten Hälfte des 19. Jahrhunderts zum Steuerbezirk Althofen (Herrschaft und Landgericht). Bei Gründung der Ortsgemeinden 1850 kam der Ort an die Gemeinde Guttaring.

## Bevölkerungsentwicklung
Für die Ortschaft ermittelte man folgende Einwohnerzahlen:
- 1869: 9 Häuser, 74 Einwohner[2]
- 1880: 11 Häuser, 67 Einwohner[3]
- 1890: 10 Häuser, 73 Einwohner[4]
- 1900: 11 Häuser, 91 Einwohner[5]
- 1910: 12 Häuser, 79 Einwohner[6]
- 1923: 12 Häuser, 87 Einwohner[7]
- 1934: 61 Einwohner[8]
- 1961: 11 Häuser, 70 Einwohner[9]
- 2001: 18 Gebäude (davon 14 mit Hauptwohnsitz) mit 18 Wohnungen; 57 Einwohner und 8 Nebenwohnsitzfälle; 15 Haushalte; 2 Arbeitsstätten, 11 land- und forstwirtschaftliche Betriebe[10]
- 2011: 17 Gebäude, 52 Einwohner, 18 Haushalte, 1 Arbeitsstätte[11]
- 2021: 18 Gebäude, 43 Einwohner, 18 Haushalte, 3 Arbeitsstätten[12]

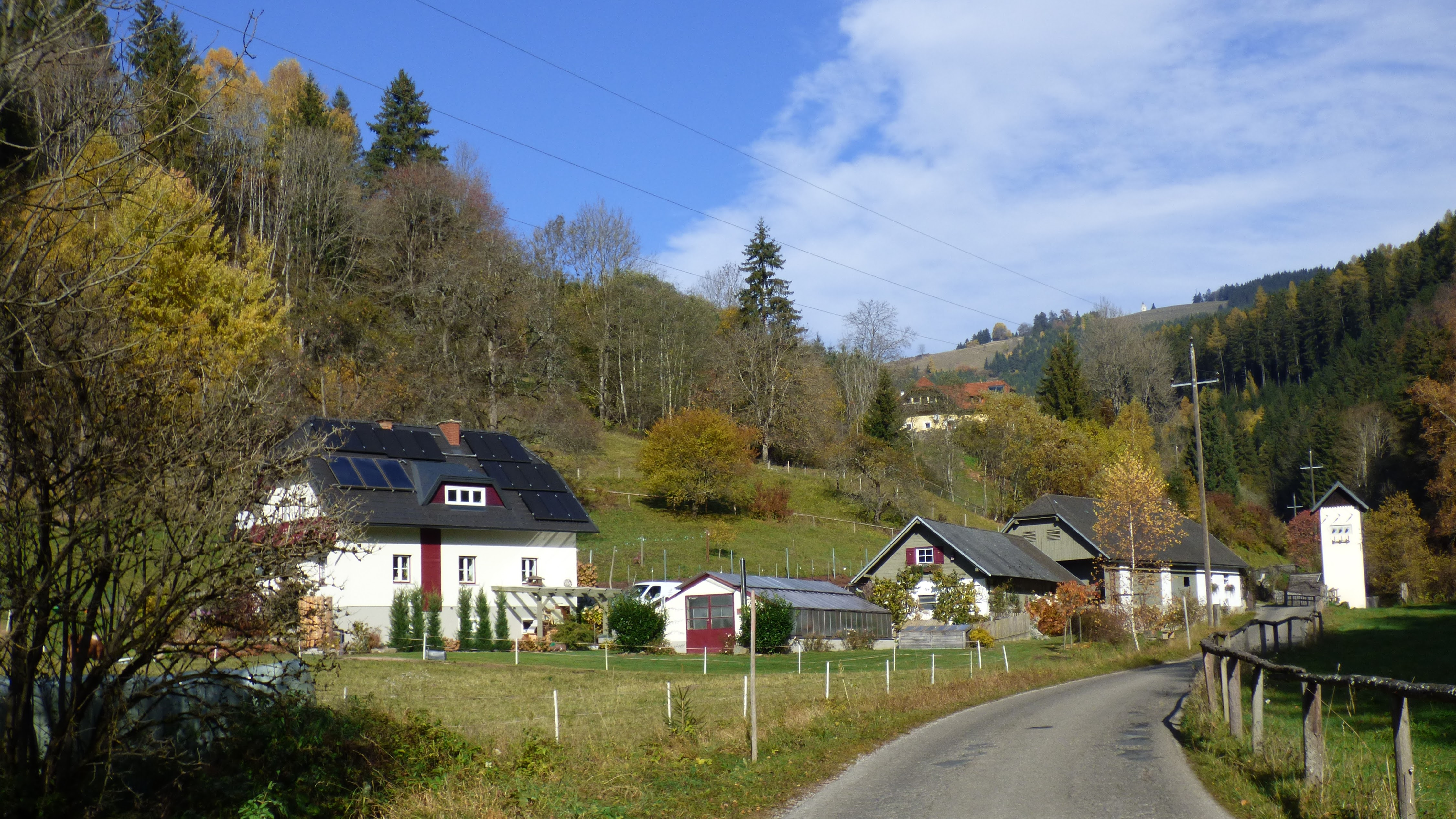
Geiermühle, Nr. 3
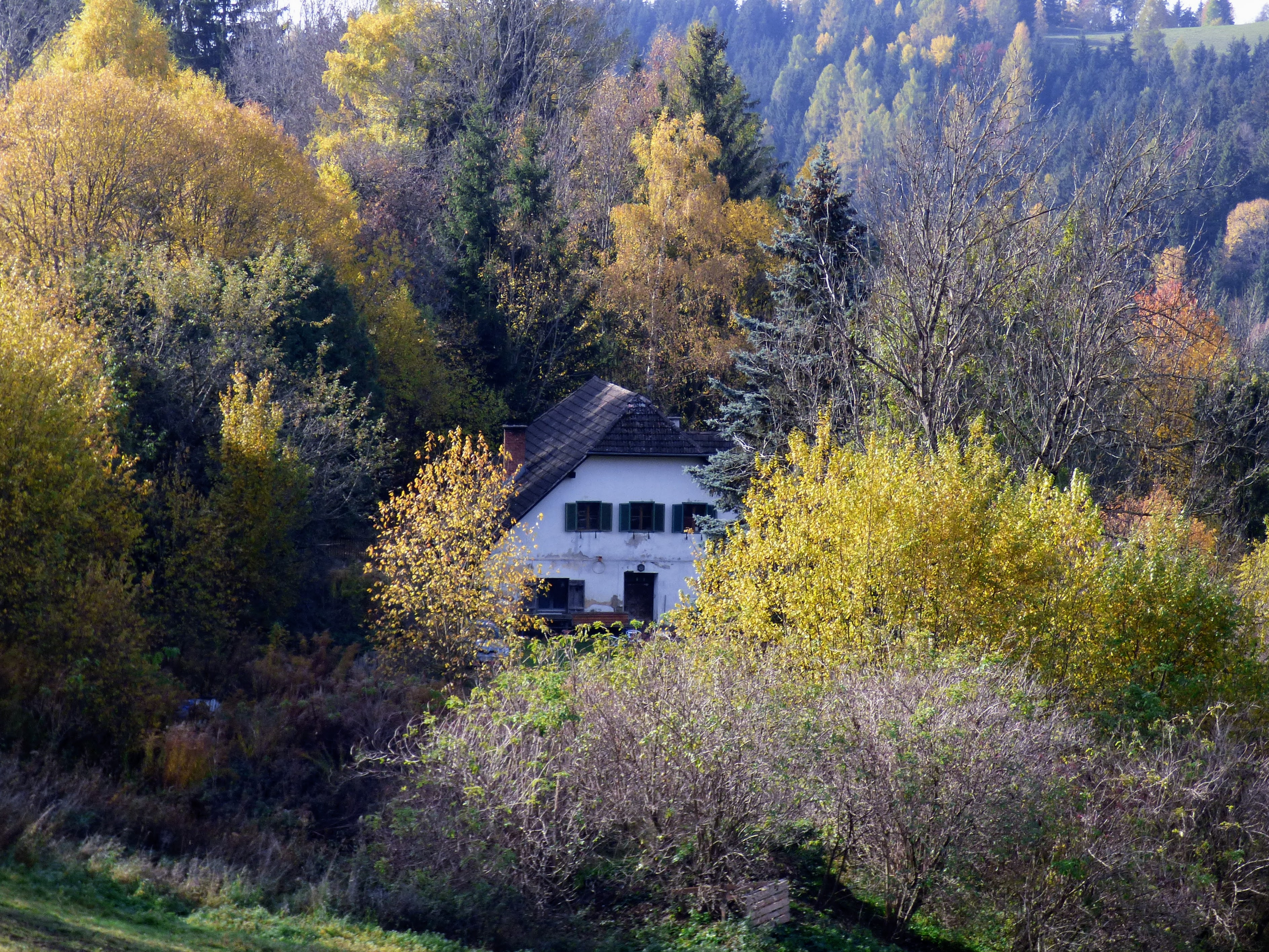
Geyerhube, Nr. 4
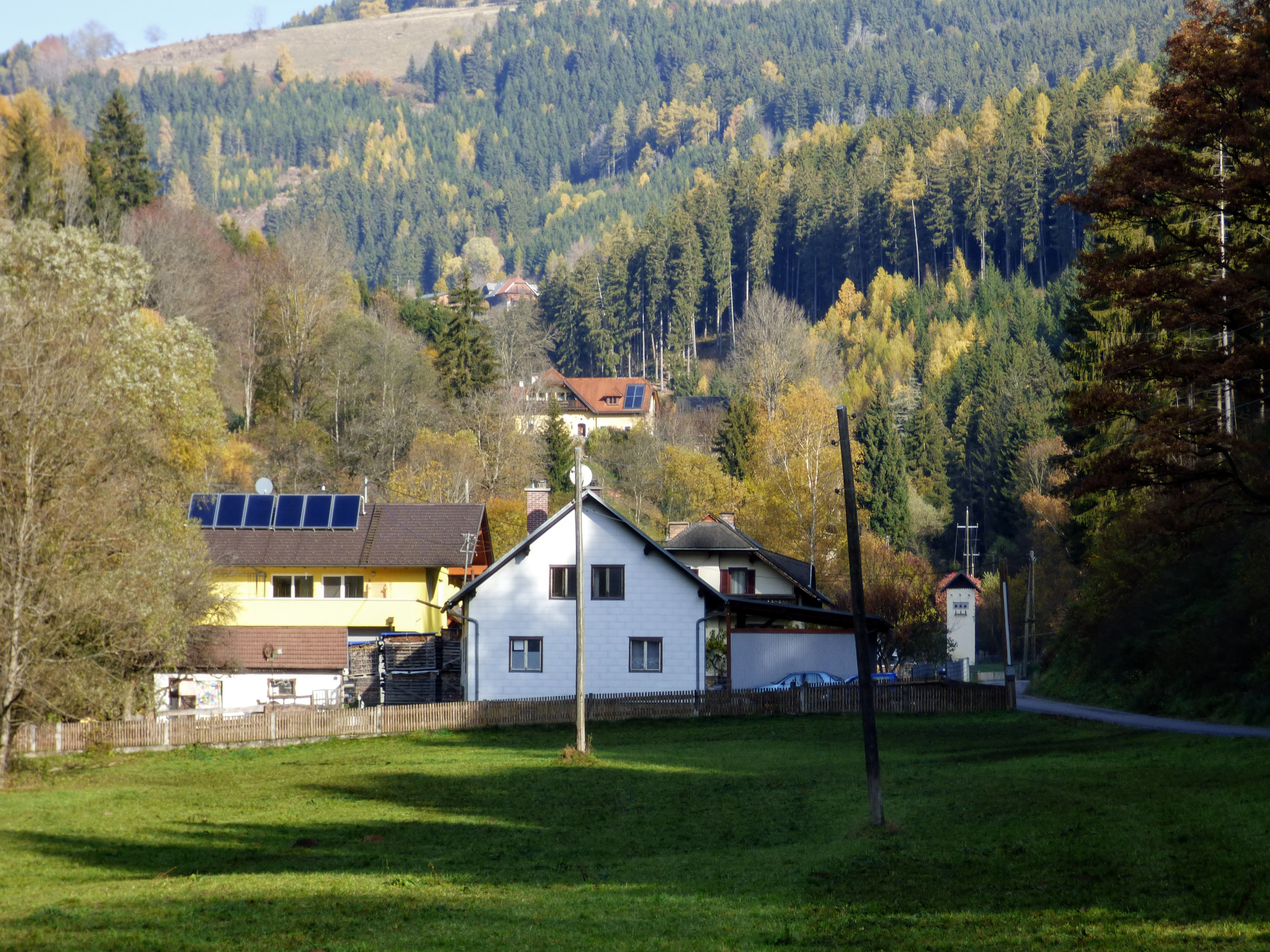
Urtlgraben Nr. 12 und 15
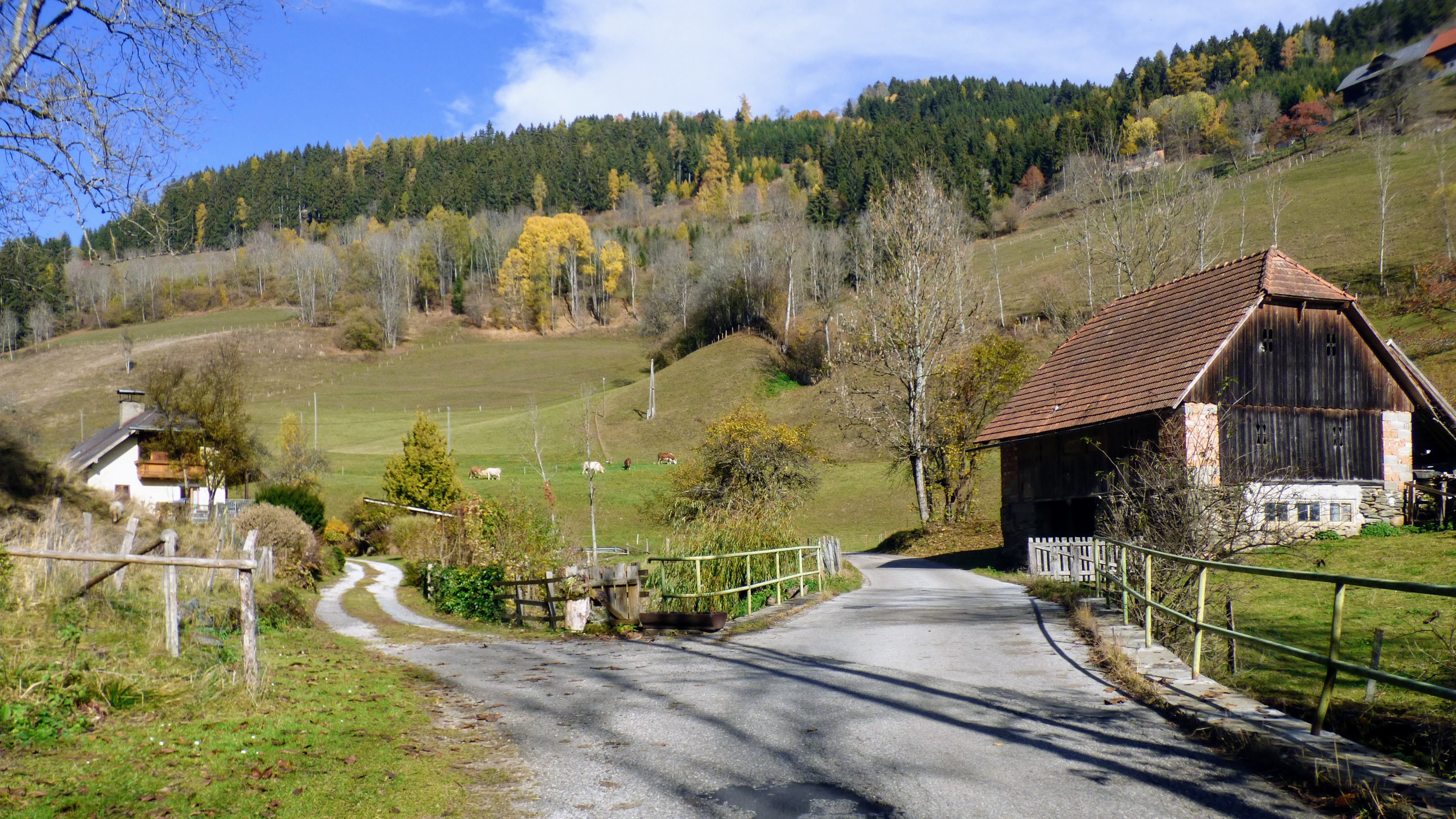
Schönbauermühle, Nr. 10